# Théâtre des Variétés

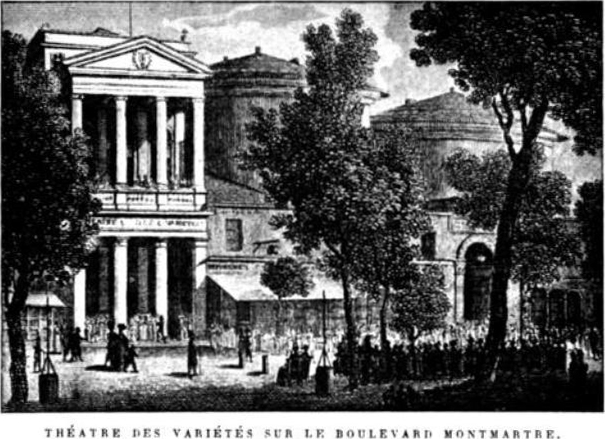
Das Théâtre des Variétés um 1820

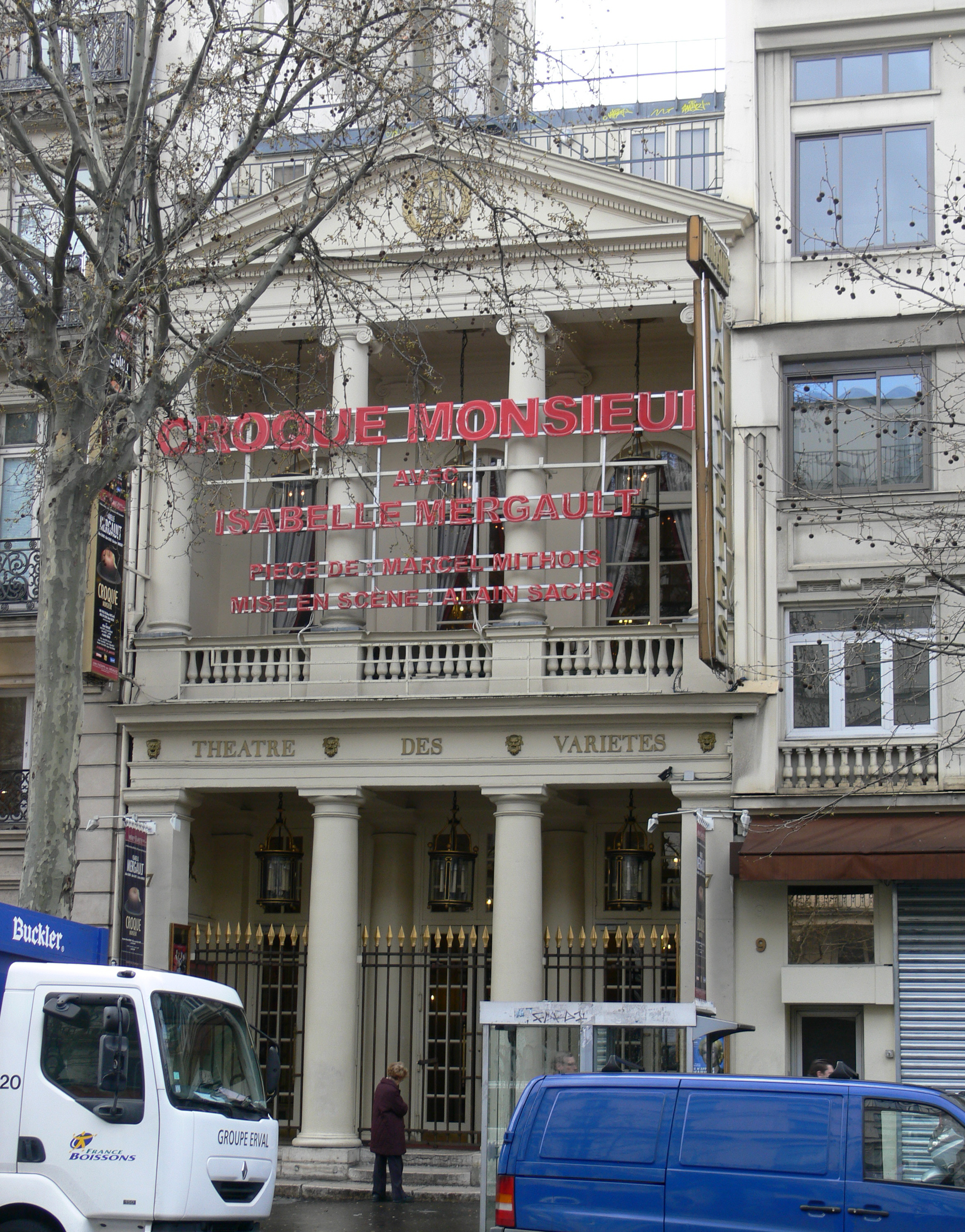
Das Théâtre des Variétés 2008

Das Théâtre des Variétés ist ein Theatergebäude in Paris, das seit dem 19. Jahrhundert vor allem für Vorstellungen des musikalischen Unterhaltungstheaters diente. Es befindet sich im 2. Arrondissement (7, Boulevard Montmartre) und wurde am 24. Juni 1807 von Marguerite Brunet, genannt Mademoiselle Montansier, eröffnet. Es ist nicht identisch mit dem älteren Théâtre des Variétés-Amusantes am Boulevard du Temple.
Die Gründerin erhielt nach Konkurrenzstreitigkeiten mit dem Théâtre-Français von Napoléon die Lizenz zu einem neuen Theaterbau (siehe Napoleonisches Theaterdekret). Hier hatte das Genre poissard, das in Frankreich seltene Dialekttheater, seinen Aufführungsort. In den 1860er-Jahren wurden hier die größeren Operetten von Jacques Offenbach aufgeführt. Mit dem Theater sind die Namen von Stars wie Hortense Schneider oder Anna Judic verbunden. 1975 wurde es zum Kulturdenkmal (monument historique) erklärt. 1991–2004 führte es Jean-Paul Belmondo, der dort häufig auftrat.
Heute hat das Theater einen großen und einen kleinen Saal, die im En-suite-Spielbetrieb genutzt werden.

## Historische Uraufführungen
„Opéra-bouffes“ von Jacques Offenbach, Text von Henri Meilhac und Ludovic Halévy
- 1864: La Belle Hélène
- 1866: Barbe-Bleue
- 1867: La Grande-Duchesse de Gérolstein
- 1868: La Périchole
- 1869: Les Brigands

Vaudeville-Operette von Hervé
- 1883: Mam’zelle Nitouche